# Edmur Ribeiro
Edmur Pinto Ribeiro meglio noto solo come Edmur (Saquarema, 9 settembre 1929 – Niterói, 25 settembre 2007) è stato un calciatore brasiliano, di ruolo attaccante.

## Carriera
Nel 1952 vinse il campionato carioca con il Vasco. Nel 1955 con la Portuguesa vinse quello di Rio-San Paolo e ne fu anche capocannoniere. Nel 1961 fu invece miglior goleador del campionato portoghese.

## Palmarès

### Club
- Campionato Carioca: 1

Vasco da Gama: 1952
- Torneo Rio-San Paolo: 1

Portuguesa: 1955

### Nazionale
- Coppa Oswaldo Cruz: 1

1955

### Individuale
- Capocannoniere del Torneo Rio-San Paolo: 1

1955 (11 gol)
- Capocannoniere del Primeira Divisão: 1

1959-1960 (25 gol)